# O gränslösa frälsning
O gränslösa frälsning är en psalm med text av William Booth från 1893. Svensk text skrevs av Johan (John) Appelberg 1894. Bearbetning av svenska texten gjordes 1984 av Karin Hartman.
Musik: J. Ellis till "My Jesus I Love Thee", anges som regel med "skotskt ursprung".
William Booth, Frälsningsarméns grundare, skrev flera sånger, men denna brukar särskilt förknippas med honom. Den kallas därför ofta för "Grundläggarens sång". När hans 83-årsdag firades i Royal Albert Hall 1912, sista gången Booth uppträdde inför publik, påannonserades sången av honom själv och sjöngs unisont. Dess högtidligt allvarliga och samtidigt medryckande karaktär och dess för Frälsningsarmén mycket centrala budskap "frälsning" gör den till en av arméns viktigaste sånger. 
Melodin ingår bl.a. i John Philip Sousas Salvationistmarsch. 

## Publicerad i
- Musik till Frälsningsarméns sångbok 1907 som nr 175.
- Fridstoner 1926 som nr 104 under rubriken "Frälsnings- och helgelsesånger".
- Frälsningsarméns sångbok 1929 som nr 130 under rubriken "Helgelse - Helgelsens verk".
- Frälsningsarméns sångbok 1968 som nr 1 under rubriken "Frälsning".
- Den svenska psalmboken 1986 som nr 226 under rubriken "Bättring - omvändelse".
- Sångboken 1998 som nr 92.